# El Pedernoso
El Pedernoso – gmina w Hiszpanii, w prowincji Cuenca, w Kastylii-La Mancha, o powierzchni 56,41 km². W 2011 roku gmina liczyła 1278 mieszkańców.